# سيتميلانوتيد
سيتميلانوتيد( Setmelanotide), الذي يباع تحت الإسم التجاري (إمسيفري Imcivree)، هو دواء يستخدم لعلاج أسباب وراثية محددة للسمنة.   و هذا يشمل النقص الكبير في البروپيوميلانوكورتين (POMC)، ونقص بروتين تحويل البروتين سبتيليسين/كيكسين من النوع 1 (PCSK1)، ونقص مستقبلات الليبتين (LEPR)، و متلازمة بارديت بيدل (BBS).  يتم استخدامه لمن هم بعمر 6 سنوات على الأقل.  و يعطى عن طريق الحقن تحت الجلد . 
تشمل الآثار الجانبية الشائعة لهذا العلاج على؛ تفاعلات موقع الحقن و زيادة تصبغ الجلد و الصداع و الغثيان و الإسهال و آلام البطن و الاكتئاب.  قد تشمل الآثار الجانبية الأخرى أيضا الإثارة الجنسية و الأفكار الانتحارية.  لا ينصح باستخدامه أثناء الحمل أو الرضاعة.  و هو ناهض لمستقبل الميلانوكورتين 4 (MC4) . 
تمت الموافقة على استخدامه طبيًا في الولايات المتحدة في عام 2020 و أوروبا في عام 2021.   في الولايات المتحدة تبلغ التكلفة حوالي 33000 دولار أمريكي شهريًا اعتبارًا من عام 2022. 